# ジョージ・ウィリアム・ラッセル

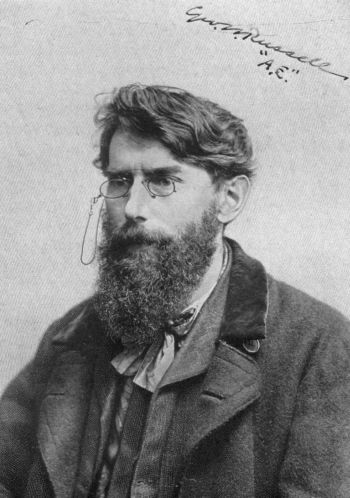
ジョージ・ウィリアム・ラッセル

ジョージ・ウィリアム・ラッセル（George William Russell、1867年4月10日 - 1935年7月17日）は、アイルランドの民族主義者、評論家、詩人、画家、ジャーナリスト。ラテン語 aeon に由来する筆名 Æ を使用した。アイルランド文芸復興運動の中心的役割を果たし、神智学団体のまとめ役や相談役も担った。アルスター地方アーマー県ラーガン生まれ。
神秘主義者として知られ、幼少時から幻覚を目にすることが多かったという。11歳の時にダブリンに引っ越し、彼の父は服地の会社で働き始める。
1880年頃から神智学に興味を持ち始めた。1885年に学友ウィリアム・バトラー・イェイツがダブリンにヘルメス協会を設立した際にはすぐ加入しなかったが、この組織が神智学協会へと改組されると参加し、さらに1898年にはこの組織を抜けて自らヘルメス協会を復興させた。
1902年にジェイムズ・ジョイスに会い、彼をイェイツを含むアイルランドの文学者に紹介した。ラッセルはジョイスの『ユリシーズ』の中の挿話「スキュレーとカリュブディス」にキャラクターとして登場している。
1905年から1923年までは「The Irish Homestead」誌の編集者、1923年から1930年までは「The Irish Statesman」誌の編集者を務めた。

## 作品

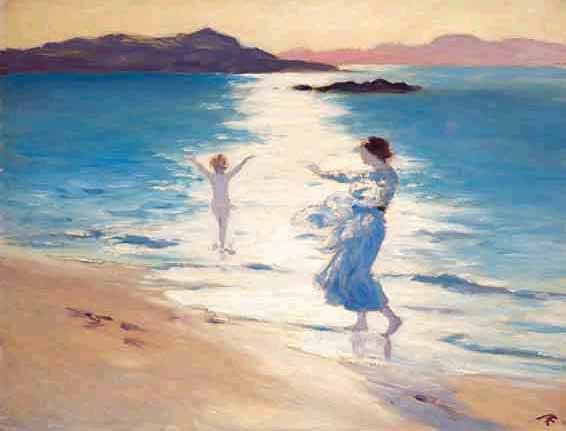
Bathers

- Homeward Songs by the Way（1894年）
- The Earth Breath and Other Poems（1896年）
- The Nuts of Knowledge（1903年）
- The Divine Vision and Other Poems（1904年）
- By Still Waters（1906年）
- Deirdre（1907年）
- Collected Poems（1913年）
- Gods of War, with Other Poems（1915年）
- Imaginations and Reveries（1915年）
- The Candle of Vision（1918年）
- Autobiography of a Mystic（1975年）
- Midsummer Eve（1928年）
- Enchantment and Other Poems（1930年）
- Vale and Other Poems（1931年）
- Songs and Its Fountains（1932年）
- The House of Titans and Other Poems（1934年）
- Selected Poems（1935年）